# Subaru Tribeca
El Subaru Tribeca (Subaru B9 Tribeca antes de la reestilización de 2008) fue un automóvil todoterreno del segmento D producido por el fabricante japonés Subaru desde el año 2005 hasta el 2014. Fue desarrollado para enfrentarse a modelos como el Mazda CX-9, Toyota Highlander, Saturn Outlook.
El Tribeca tiene motor delantero Bóxer, tracción a las cuatro ruedas y carrocería de cinco puertas. Se fabricó en Lafayette, Estados Unidos utilizando la plataforma monocasco del Subaru Legacy, y se ofreció en versión siete plazas.
Inicialmente, el único motor del Tribeca era un gasolina de seis cilindros bóxer y 3.0 litros de cilindrada, que desarrolla 245 CV de potencia máxima. Desde la reestilización, el motor pasó a ser de 3.6 litros,. por lo que alcanza los 260 CV (191 kW). La caja de cambios es en ambos casos automática de cinco marchas.